# Флаг Ланкашира
Флаг Ланкашира является флагом исторического графства Ланкашир.
Алая роза Ланкастеров — символ Дома Ланкастеров. Увековеченный в стихе «В битве за голову Англии / Йорк был белым, Ланкастер красным» (имеется ввиду Война роз XV века). Неофициальный флаг Ланкашира (красная роза на белом поле) никогда не был зарегистрирован. Когда была предпринята попытка зарегистрировать его в институте флагов, выяснилось, что этот флаг уже был зарегистрирован в городе Монтроз несколько сотен лет назад в лионском офисе. Поскольку Институт флага не может зарегистрировать два флага одного и того же дизайна в Соединённом Королевстве, официальный флаг Ланкашира был зарегистрирован — в 2008 году — как красная роза на золотом поле. Фон был выбран, так как он, наряду с красным, является окраской цветов округа.
Флаг был создан «Friends of Real Lancashire», группой влияния, связанной с Ассоциацией британских графств, призывающей к более широкому признанию исторических границ Ланкашира в Англии. Его председателем является Филипп Уолш.
В 2010 году флаги всех английских графств были вывешены за пределами департамента, чтобы отметить важные места, которые имеют важное значение в культурном наследии страны.
Ряд других флагов также был подняты над зданиями, чтобы отметить национальные дни, такие как флаг Красного прапорщика в День торгового флота, флаг Вооружённых сил в День вооружённых сил и флаг Фолклендских островов, чтобы отметить День независимости островов.

## Дизайн флага
Цвета Pantone для флага: желтый (116), красный (485), темно-красный (201) и зелёный (354).